# Désertines (Allier)
Pour les articles homonymes, voir Désertines.
Désertines est une commune française située dans le département de l'Allier, en région Auvergne-Rhône-Alpes.

## Géographie

### Localisation

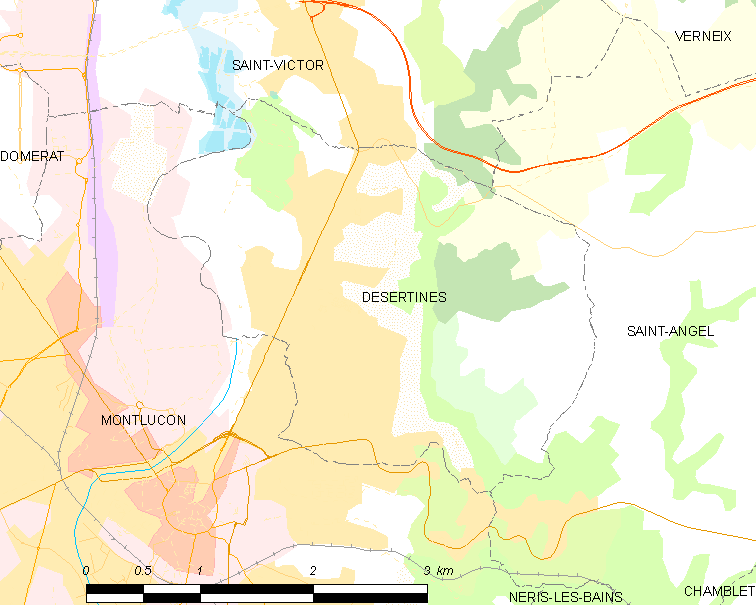
Limites administratives de la commune.

La commune de Désertines est située dans le Massif central, au nord-ouest de la région Auvergne-Rhône-Alpes et à l'ouest du département de l'Allier, non loin de la Méridienne verte (ou Méridien de Paris) et du méridien de Greenwich.
Elle appartient à l'ancienne province historique du Bourbonnais. Elle se situe dans l'aire urbaine de Montluçon qui concentre 78 167 habitants en 2007 et 32 communes.  Elle appartient à l'unité urbaine de Montluçon qui regroupe les communes de Désertines, Domérat, Lavault-Sainte-Anne, Montluçon, Prémilhat, Quinssaines et Saint-Victor. Désertines est située à 2 km de Montluçon, 60 km de Moulins, 61 km de Guéret, 73 km de Clermont-Ferrand, 82 km de Bourges, 87 km de Châteauroux et 279 km de Paris.
Ses communes limitrophes sont :
|           | Saint-Victor |             |
|           | Désertines   | Saint-Angel |
| Montluçon |              |             |

### Géologie et relief

Les régions naturelles d'Auvergne (le bocage bourbonnais est représenté en rouge, au nord-ouest de la région Auvergne)

La vallée du Cher sépare la commune en deux ensembles géologiques : l'un est  constitué par des formations cristallines partie est de la commune, l'autre sur la partie ouest appartient aux formations tertiaires et quaternaires de la vallée du Cher.

### Hydrographie
La commune est traversée à l'ouest par le Cher.

### Climat
Pour des articles plus généraux, voir Climat d'Auvergne-Rhône-Alpes et Climat de l'Allier.
En 2010, le climat de la commune est de type climat océanique dégradé des plaines du Centre et du Nord, selon une étude du CNRS s'appuyant sur une série de données couvrant la période 1971-2000. En 2020, Météo-France publie une typologie des climats de la France métropolitaine dans laquelle la commune est exposée à un climat de montagne ou de marges de montagne et est dans la région climatique Ouest et nord-ouest du Massif Central, caractérisée par une pluviométrie annuelle de 900 à 1 500 mm, maximale en automne et en hiver.
Pour la période 1971-2000, la température annuelle moyenne est de 11,2 °C, avec une amplitude thermique annuelle de 15,6 °C. Le cumul annuel moyen de précipitations est de 749 mm, avec 10,6 jours de précipitations en janvier et 7,1 jours en juillet. Pour la période 1991-2020, la température moyenne annuelle observée sur la station météorologique de Météo-France la plus proche, sur la commune de Montluçon à 2 km à vol d'oiseau, est de 12,0 °C et le cumul annuel moyen de précipitations est de 637,1 mm,. Pour l'avenir, les paramètres climatiques de la commune estimés pour 2050 selon différents scénarios d'émission de gaz à effet de serre sont consultables sur un site dédié publié par Météo-France en novembre 2022.
| Mois                                  | jan.           | fév.           | mars           | avril         | mai           | juin          | jui.          | août          | sep.          | oct.          | nov.          | déc.           | année      |
| ------------------------------------- | -------------- | -------------- | -------------- | ------------- | ------------- | ------------- | ------------- | ------------- | ------------- | ------------- | ------------- | -------------- | ---------- |
| Température minimale moyenne (°C)     | 0,6            | 0,1            | 2              | 4,7           | 8,1           | 12,3          | 13,8          | 13,3          | 9,5           | 7,2           | 3,6           | 1,3            | 6,4        |
| Température moyenne (°C)              | 4,4            | 4,7            | 7,8            | 11,1          | 14,3          | 18,7          | 20,6          | 20,2          | 16,4          | 12,8          | 8,2           | 5,2            | 12         |
| Température maximale moyenne (°C)     | 8,1            | 9,4            | 13,6           | 17,5          | 20,5          | 25,2          | 27,4          | 27            | 23,3          | 18,4          | 12,9          | 9,1            | 17,7       |
| Record de froid (°C) date du record   | −13,9 26.01.07 | −15,6 07.02.12 | −12,9 01.03.05 | −7,5 08.04.21 | −3,3 06.05.19 | 2,1 03.06.06  | 4,7 07.07.20  | 4,1 31.08.10  | −0,8 25.09.02 | −6,1 16.10.09 | −9,6 18.11.07 | −13,6 26.12.10 | −15,6 2012 |
| Record de chaleur (°C) date du record | 21,8 01.01.22  | 23,2 27.02.19  | 25,5 31.03.21  | 30 30.04.05   | 33,9 27.05.05 | 40,8 29.06.19 | 41,1 23.07.19 | 41,3 18.08.12 | 36 07.09.23   | 34,6 02.10.23 | 27,7 08.11.15 | 20,8 19.12.15  | 41,3 2012  |
| Précipitations (mm)                   | 46,4           | 34,1           | 44,5           | 60,5          | 73,2          | 57,8          | 54,6          | 59            | 50,4          | 58,7          | 52,2          | 45,7           | 637,1      |

### Voies de communication et transports
Désertines est accessible via la route nationale 144 déclassée en route départementale (D.2144) qui traverse la commune sur un axe nord-est-sud-ouest et permet de relier l'aire urbaine montluçonnaise à Bourges et Riom. L'ancienne route nationale 371, déclassée en route départementale (D.2371) rejoint la commune par le sud-est et relie Montluçon à Montmarault. Désertines est également accessible par l'autoroute A71 au niveau de l'échangeur entre l'A71 et l'A714.
Désertines n'est pas desservie par le réseau ferroviaire, la gare la plus proche est celle de Montluçon-Ville.
L'aéroport de Montluçon Guéret est situé sur la commune de Lépaud dans la Creuse. Il est situé à 40 km de Guéret, 20 km de Montluçon et 22 km de Désertines. L'aérodrome de Montluçon-Domérat est situé au lieu-dit Villars sur la commune de Domérat. Les Ailes Montluçonnaises, fondé en 1944, et l'Aéroclub Léon Biancotto fondé dans les années 1970 proposent des voyages, des baptêmes de l'air ou encore une école de pilotage.
Certaines lignes de bus de Montluçon (Maélis) desservent Désertines.

## Urbanisme

### Typologie
Au 1er janvier 2024, Désertines est catégorisée ceinture urbaine, selon la nouvelle grille communale de densité à 7 niveaux définie par l'Insee en 2022.
Elle appartient à l'unité urbaine de Montluçon, une agglomération intra-départementale dont elle est une commune de la banlieue,. Par ailleurs la commune fait partie de l'aire d'attraction de Montluçon, dont elle est une commune de la couronne,. Cette aire, qui regroupe 58 communes, est catégorisée dans les aires de 50 000 à moins de 200 000 habitants,.

### Occupation des sols

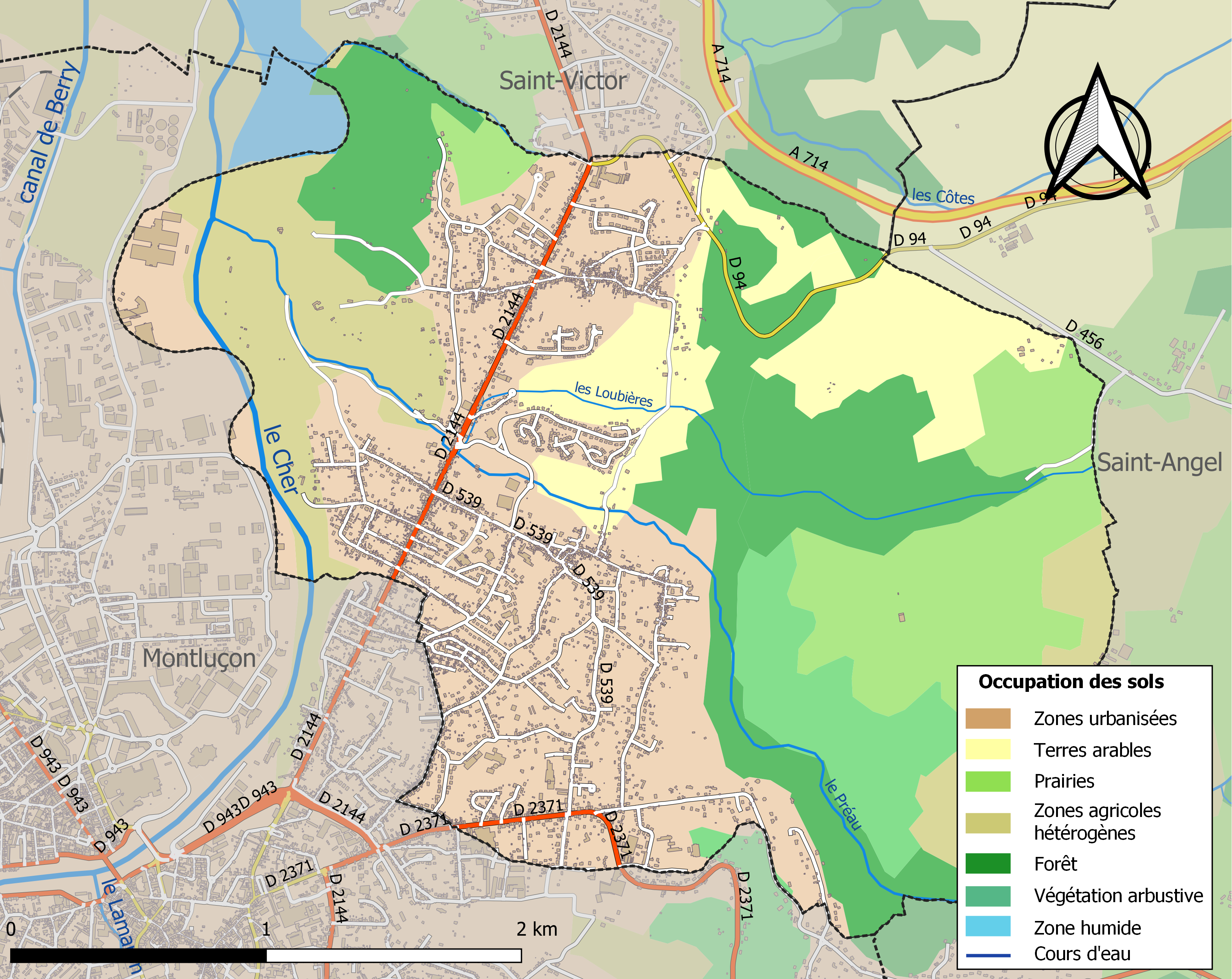
Carte des infrastructures et de l'occupation des sols de la commune en 2018 (CLC).

L'occupation des sols de la commune, telle qu'elle ressort de la base de données européenne d’occupation biophysique des sols Corine Land Cover (CLC), est marquée par l'importance des territoires artificialisés (37,6 % en 2018), en augmentation par rapport à 1990 (30 %). La répartition détaillée en 2018 est la suivante : 
zones urbanisées (35,4 %), forêts (19,6 %), prairies (13,4 %), zones agricoles hétérogènes (12,6 %), cultures permanentes (5,8 %), milieux à végétation arbustive et/ou herbacée (5,8 %), terres arables (5,2 %), zones industrielles ou commerciales et réseaux de communication (2,2 %).
L'IGN met par ailleurs à disposition un outil en ligne permettant de comparer l’évolution dans le temps de l’occupation des sols de la commune (ou de territoires à des échelles différentes). Plusieurs époques sont accessibles sous forme de cartes ou photos aériennes : la carte de Cassini (XVIIIe siècle), la carte d'état-major (1820-1866) et la période actuelle (1950 à aujourd'hui).

## Toponymie
Désertines faisait partie de l'aire linguistique du Croissant où parlers d'oc et de langue d'oïl se rencontrent et se mélangent. Le dialecte précis qui y est parlé est le bourbonnais local avec sa variante dite « Biachet ». Dans ce dialecte la ville se nommait Desartines.
En 1174 dans la Charte de création de la paroisse d'Argenty par Guillaume de Montluçon apparaît le nom d'Étienne de Désertines.

## Politique et administration

### Tendances politiques et résultats
Le maire sortant Lucien Dubuisson ne s'est pas représenté en 2014. La liste de Christian Sanvoisin remporte l'élection municipale de 2014 avec 51,72 % des suffrages exprimés, vingt-et-un sièges au conseil municipal dont cinq au conseil communautaire. Il bat Abdennabi Zaher (21,46 % des voix, trois sièges) et Robert Rivat (26,80 %, trois sièges dont un au conseil communautaire). Le taux de participation s'élevait à 69,28 %.

### Administration municipale
Le maire sortant, Christian Sanvoisin, a remporté les élections municipales de 2020 au premier tour. Le conseil municipal, réuni le 27 mai 2020 pour élire le maire, a désigné huit adjoints.
| Période                                  | Période                   | Identité            | Étiquette | Qualité                                                                                     |
| ---------------------------------------- | ------------------------- | ------------------- | --------- | ------------------------------------------------------------------------------------------- |
| Les données manquantes sont à compléter. |                           |                     |           |                                                                                             |
| mars 1971                                | juin 1995                 | Gérard Ranoux       | PCF       |                                                                                             |
| juin 1995                                | mars 2014                 | Lucien Dubuisson    | PCF       |                                                                                             |
| mars 2014                                | En cours (au 28 mai 2020) | Christian Sanvoisin | PCF       | Retraité Conseiller départemental du canton de Montluçon-2 (2015-2021) Réélu le 27 mai 2020 |

## Population et société

### Démographie

#### Évolution démographique
L'évolution du nombre d'habitants est connue à travers les recensements de la population effectués dans la commune depuis 1793. Pour les communes de moins de 10 000 habitants, une enquête de recensement portant sur toute la population est réalisée tous les cinq ans, les populations de référence des années intermédiaires étant quant à elles estimées par interpolation ou extrapolation. Pour la commune, le premier recensement exhaustif entrant dans le cadre du nouveau dispositif a été réalisé en 2007.

En 2022, la commune comptait 4 323 habitants, en évolution de −1,46 % par rapport à 2016 (Allier : −1,38 %, France hors Mayotte : +2,11 %).
| 1793  | 1800  | 1806  | 1821  | 1831  | 1836  | 1841  | 1846  | 1851  |
| ----- | ----- | ----- | ----- | ----- | ----- | ----- | ----- | ----- |
| 1 000 | 1 022 | 1 035 | 1 145 | 1 137 | 1 196 | 1 161 | 1 351 | 1 413 |

| 1856  | 1861  | 1866  | 1872  | 1876  | 1881  | 1886  | 1891  | 1896  |
| ----- | ----- | ----- | ----- | ----- | ----- | ----- | ----- | ----- |
| 1 649 | 1 591 | 1 777 | 1 967 | 2 020 | 2 350 | 2 320 | 2 350 | 2 592 |

| 1901  | 1906  | 1911  | 1921  | 1926  | 1931  | 1936  | 1946  | 1954  |
| ----- | ----- | ----- | ----- | ----- | ----- | ----- | ----- | ----- |
| 3 000 | 3 080 | 2 960 | 2 923 | 2 892 | 3 217 | 3 236 | 3 729 | 3 997 |

| 1962  | 1968  | 1975  | 1982  | 1990  | 1999  | 2006  | 2007  | 2012  |
| ----- | ----- | ----- | ----- | ----- | ----- | ----- | ----- | ----- |
| 4 331 | 4 697 | 4 593 | 4 912 | 4 961 | 4 646 | 4 488 | 4 465 | 4 232 |

| 2017  | 2022  | - | - | - | - | - | - | - |
| ----- | ----- | - | - | - | - | - | - | - |
| 4 422 | 4 323 | - | - | - | - | - | - | - |

#### Pyramide des âges
En 2021, le taux de personnes d'un âge inférieur à 30 ans s'élève à 26,4 %, soit en dessous de la moyenne départementale (29,0 %). À l'inverse, le taux de personnes d'âge supérieur à 60 ans est de 38,2 % la même année, alors qu'il est de 35,6 % au niveau départemental.
En 2021, la commune comptait 2 017 hommes pour 2 370 femmes, soit un taux de 54,02 % de femmes, légèrement supérieur au taux départemental (52,03 %).
Les pyramides des âges de la commune et du département s'établissent comme suit :
| Hommes | Classe d’âge | Femmes |
| ------ | ------------ | ------ |
| 1,7    | 90 ou +      | 3,9    |
| 11,7   | 75-89 ans    | 13,8   |
| 21,8   | 60-74 ans    | 22,9   |
| 21,1   | 45-59 ans    | 20,7   |
| 14,6   | 30-44 ans    | 14,5   |
| 13,3   | 15-29 ans    | 10,9   |
| 15,7   | 0-14 ans     | 13,3   |

| Hommes | Classe d’âge | Femmes |
| ------ | ------------ | ------ |
| 1,2    | 90 ou +      | 3      |
| 10     | 75-89 ans    | 13,4   |
| 21,3   | 60-74 ans    | 22     |
| 20,6   | 45-59 ans    | 19,6   |
| 15,7   | 30-44 ans    | 15     |
| 15,6   | 15-29 ans    | 12,9   |
| 15,7   | 0-14 ans     | 14     |

## Économie
La commune fait partie du vignoble de la région de Montluçon.

## Culture locale et patrimoine

### Lieux et monuments
- Église Saint-Georges du XIIe siècle.
- Maison de la culture (locaux de l'ancienne poste).
- Ancien lavoir.
- Château Besson.

### Personnalités liées à la commune

#### Nés à Désertines
- Jean Dautry (1910-1968), historien du mouvement ouvrier ;
- Jacqueline Chabridon (née en 1940), journaliste ;
- Jean-Daniel Lafond (né en 1944), professeur de philosophie, puis cinéaste établi au Canada, époux de Michaëlle Jean, gouverneure générale du Canada de 2005 à 2010[35] et secrétaire générale de l'Organisation internationale de la Francophonie ;
- Jean Chassang (né en 1951), coureur cycliste professionnel ayant participé à six Tours de France ;
- Polo (chanteur), né Pierre Lamy en 1964, chanteur français, notamment du groupe Les Satellites.

#### Morts à Désertines
- Gérard de Sède (1921-2004), homme de lettres.
- Gérard de Suresnes (1961–2005), animateur radio.

#### Inhumé à Désertines
- Gérard Cousin (né en 1961), animateur sur Fun Radio de 1996 à 2002 ; décédé en 2005 à Montluçon.

#### Liés à Désertines
- Julian Alaphilippe (né en 1992 à Saint-Amand-Montrond), coureur cycliste, maillot jaune pendant 14 jours sur le Tour de France 2019, meilleur grimpeur du Tour de France 2018 et vainqueur de 5 étapes sur les Tours de France 2018 (2 étapes), 2019 (2 étapes) et 2020 (1 étape), a grandi à Désertines.
- François-Xavier Demaison (1973-), né à Asnieres acteur et humoriste français dont la grand-mère est de Désertines et le père de Montluçon. Il passa une partie de sa jeunesse dans la région montluçonnaise[36].